# 6237 Chikushi
A 6237 Chikushi (ideiglenes jelöléssel 1989 CV) egy kisbolygó a Naprendszerben. Tsutomu Seki fedezte fel 1989. február 4-én.